# José Antonio Casanova
José Antonio Casanova (Maracaibo, Estado Zulia; 18 de febrero de 1918-Maracay, Estado Aragua; 8 de julio de 1999) fue un jugador y mánager de béisbol venezolano. Fue mánager durante 18 temporadas y 4 títulos en la Liga Venezolana de Béisbol Profesional (LVBP), lo que hace que sea el mánager con mayor número de temporadas en la LVBP y el que ha obtenido más títulos, distinciones compartidas con Phil Regan y la segunda con Buddy Bailey y Regino Otero.

## Carrera
Fue campocorto de la selección de Venezuela que participó en la IV Copa Mundial de Beisbol 1941, donde obtuvieron el título. Cuando tenía 25 años en 1943 se convierte en el mánager del equipo venezolano Cervecería Caracas (hoy Leones del Caracas), logrando obtener el título con el club en 1945. Un año después se profesionalizó el béisbol venezolano con la llegada de la LVBP y continuó dirigiendo el equipo, alcanzando tres título en la nueva liga, 1947/1948, 1948/1949 y 1951/1952. En 1952 la divisa Cervecería Caracas cambia de nombre a Leones del Caracas, pero Casanova no formó parte del equipo en un primer momento. Por ello pasa a dirigir a los Sabios del Vargas por una temporada y en la siguiente, la 1954/1955 es llamado a los Leones, dirigiéndolos hasta 1956. 
Para 1959 es contratado como mánager del equipo Pampero, donde se mantiene hasta 1962, cuando pagó el simbólico precio de un bolívar a su dueño, el empresario Alejando Hernández por el equipo  que había participado en el béisbol venezolano desde 1955 y que dio paso a los Tiburones de La Guaira. 
Casanova, quien se transformó en el mánager del conjunto, no disponía de los recursos monetarios suficientes como para financiar tan costosa empresa, así que decidió aliarse con un grupo de importantes personajes y empresarios venezolanos entre los cuales destacan: Manuel Malpica, José Antonio Díaz, Jesús Morales Valarino, Mario Gómez y Pablo Díaz. En ese momento nacen los Tiburones de La Guaira para participar en el campeonato 1962 – 1963. Como su mánager alcanzó su primer título en la temporada 1964/1965. Justo después de su cuarto título profesional en Venezuela, pasa a ser el mánager de los Tigres de Aragua hasta que se retira en 1967.
Casanova fue exaltado al Salón de la Fama del Deporte Venezolano en 1987 y luego al Salón de la Fama del Béisbol Venezolano en 2003.